# Torre de Mala Veïna
La Torre de Mala Veïna és una obra del municipi de Garriguella (Alt Empordà) declarada bé cultural d'interès nacional. El búnquer de Mala Veïna està situat al seu costat.

## Descripció
Situada al sud-oest del nucli urbà de la població de Garriguella, al cim del puig de la Mala Veïna, al quilòmetre 49 de l'antiga carretera C-252 o actual N-260.
Es tracta de les restes conservades de la torre situada al cim del puig. Originàriament era una construcció de planta circular, distribuïda en planta baixa i pis. Actualment es conserva un alçat d'uns 4 metres d'una part del sector oest i nord de la torre. El parament exterior està bastit amb pedres mitjanes desbastades, disposades formant filades irregulars i lligades amb abundant morter de calç. S'intueix una petita obertura a la part inferior del parament, gairebé soterrada. L'interior del mur és bastit amb reompliment de pedra i morter. De la part interior de la torre es conserva pràcticament un terç de la volta que cobria la planta baixa. Es troba bastida amb lloses de pissarra disposades a sardinell i lligades amb morter de calç. S'observen grans trams del parament exterior de la torre espoliats.

## Història
És datada, incertament, entre els segles XIII-XIV, però el que sí que es pot afirmar és que és, clarament, d'època medieval. Popularment es creu que al mateix puig de Mala Veïna hi havia una construcció anterior, com ho indica el seu nom que, segons l'historiador Carreras Candi, és celta i significa "fita pròxima". Així doncs, el nom de "mala" no sols pot significar dolenta, sinó pedra, o fita, o senyals.

## Búnquer de Mala Veïna

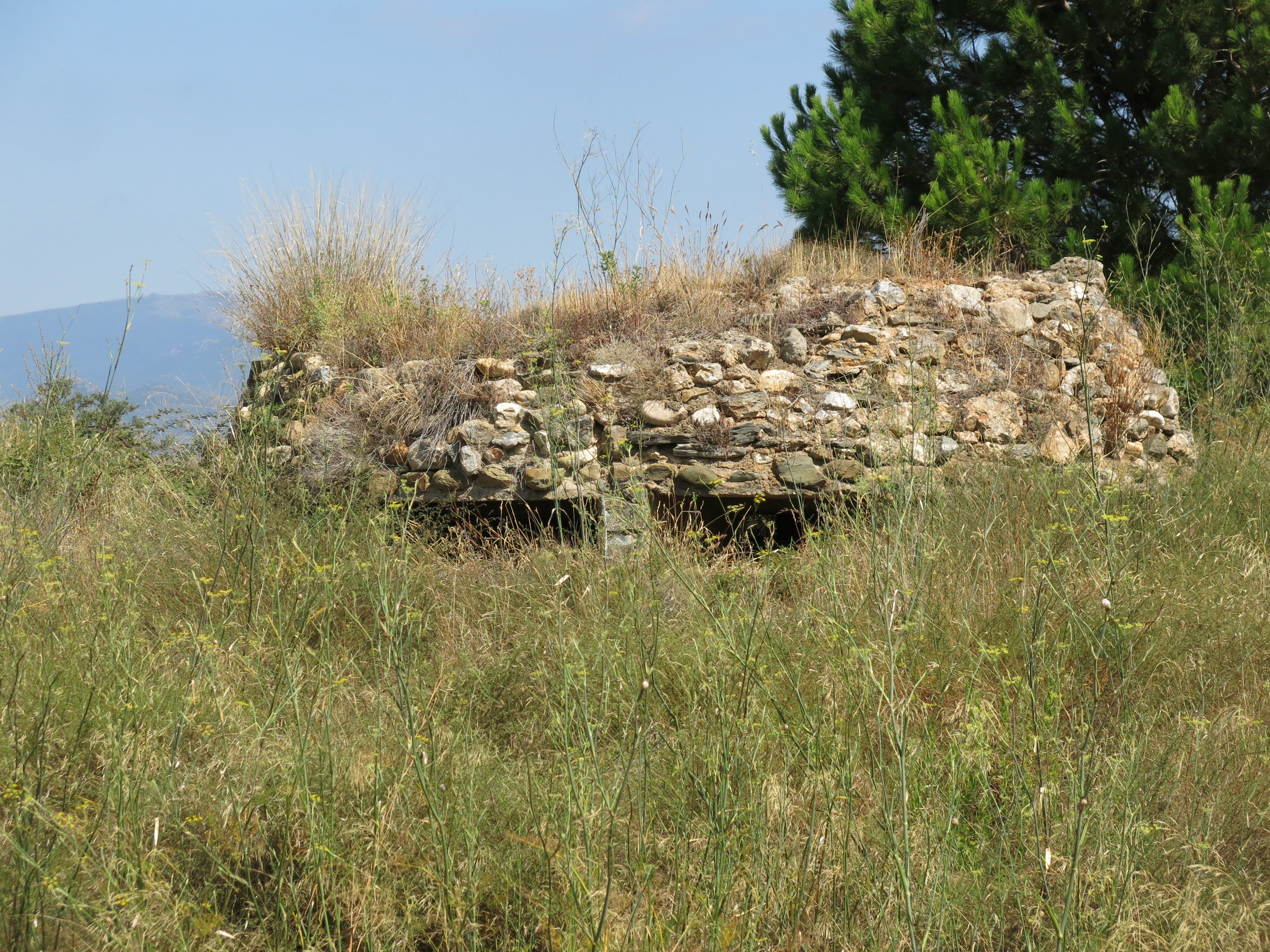
Búnquer de Mala Veïna

La casamata o búnquer de Mala Veïna està situat al sud-oest del nucli urbà de la població de Garriguella, al cim del puig de la Mala Veïna, al costat de les restes de la torre del mateix nom. Al quilòmetre 49 de la carretera C-252. És una casamata de planta circular, amb cinc grans obertures apaïsades a manera d'espitlleres per efectuar el tir. Està bastida amb blocs de formigó i, exteriorment, presenta tota la coberta camuflada amb pedra de la zona. És força probable que gran part de la pedra procedeixi de la torre de la Mala Veïna, situada al costat. L'accés està situat al talús sud del cim del turó. L'obertura és rectangular i hi ha unes escales que baixen per accedir-hi. A l'interior, un passadís de tres trams desemboca a la sala de tir, un espai circular molt reduït, apte per dues o tres persones. Forma part de l'Inventari del Patrimoni Arquitectònic de Catalunya.